# Зарубка

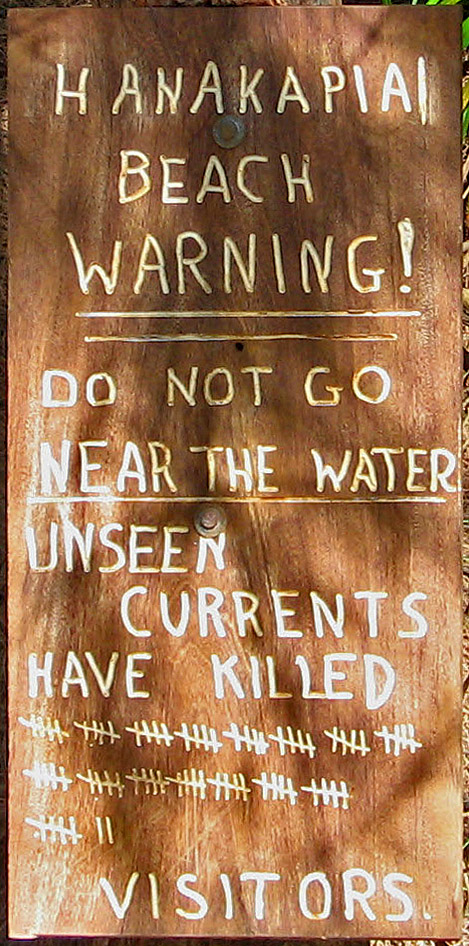
Підрахунок з використаннмя зарубок на пляжі Hanakapiai. Записане число 82.

Зарубки, штрихи — це унарна система числення, яка використовується для лічби. Найкорисніші при підрахунку або відслідковуванні поточних результатів, таких, як рахунок в грі або спорті, чи підрахунку днів, тому що попередні записи не треба витирати
Щоправда, через довжину великих чисел, зарубки не часто використовуються для статичного тексту.